# Antiapeniny
Antiapeniny, také Antipenin (italsky Antiappennino) je soustava hor, pahorkatin a kotlin různého geologického složení rozkládající se mezi Tyrhénským mořem a Apeninami ve středozápadní Itálii a mezi Jaderským mořem a Apeninami na jihovýchodě Itálie. Leží nezávisle na horských pásmech Apenin a je od Apenin viditelně oddělena prohlubněmi a údolími. Antiapeniny se rozkládají v italských regionech Toskánsko, Lazio, Kampánie a Apulie. Nejvyšším bodem Antipenin je třetihorní vulkán Monte Amiata (1 738 m).

## Členění
Rozlišují se Tyrhénské Antiapeniny (Antiappennino tirrenico) ležící na západě podél Tyrhénského moře a Jaderské Antiapeniny (Antiappennino adriatico) ležící na jihovýchodě podél Jaderského moře. Tyrhénské Antiapeniny se dále dělí na Toskánské Antiapeniny (Antiappennino toscano), Lazijské Antiapeniny (Antiappennino laziale) a Kampánské Antiapeniny (Antiappennino campano).
Tyrhénské Antiapeniny
také Tyrhénský Antiapenin. Většinou se jedná o vrchy či horské hřbety o výšce 500 až 1 000 m, nejvyšší vrcholy ale přesahují 1 500 m. Ve středním Toskánsku se nachází pohoří Colline Metallifere tvořené metamorfovanými horninami. Součástí Lazijských Antiapenin jsou pohoří Aurunci a Ausoni. V Laziu a Kampánii leží čtvrtohorní vulkanické masivy s kalderovými jezery. Nejznámější je dosud činný stratovulkán Vesuv.
Jaderské Antiapeniny

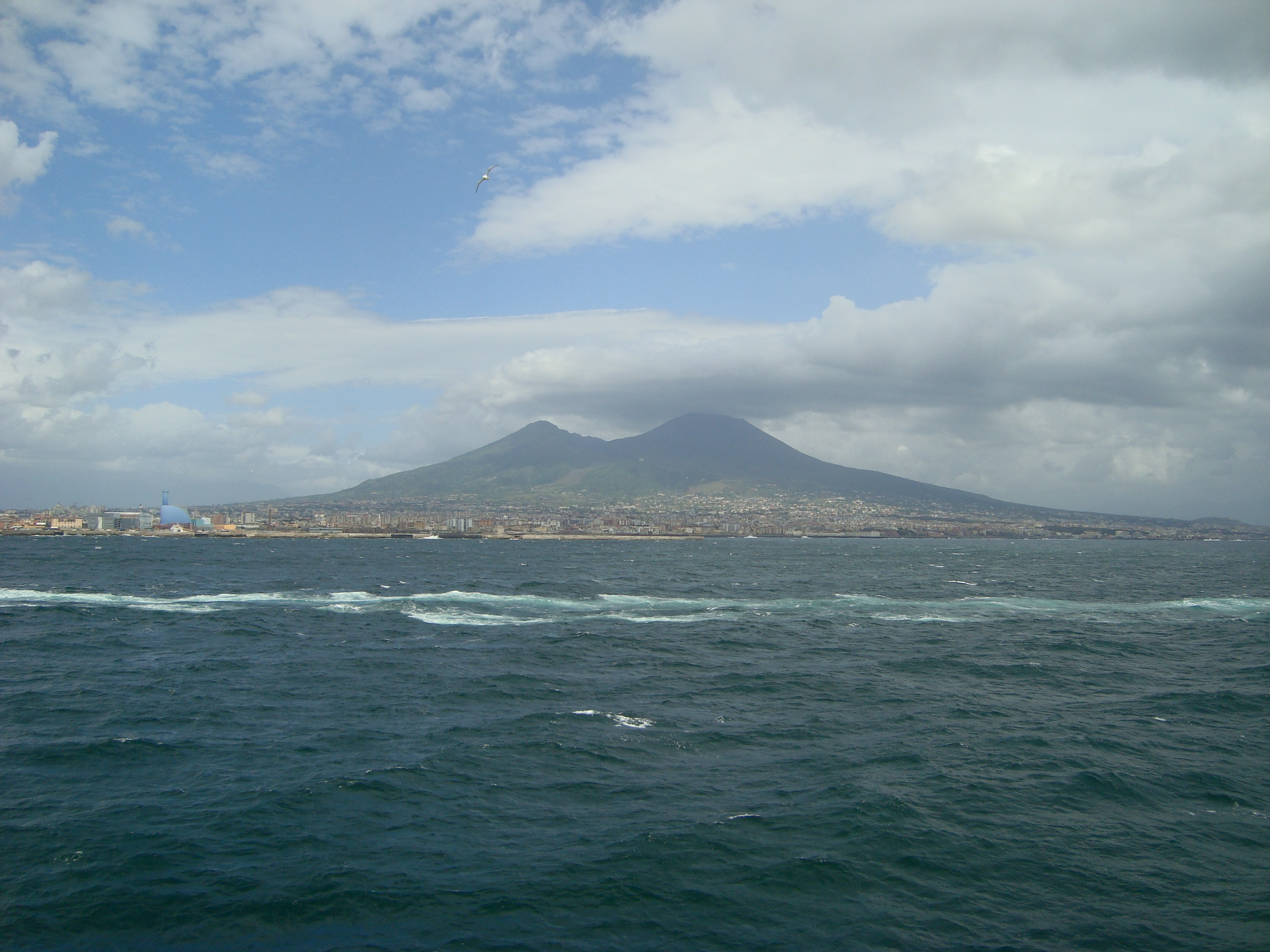
Vesuv

také Jaderský Antiapenin. Rozkládá se od poloostrova Gargano dále k jihovýchodu. Jaderské Antiapeniny jsou složené z druhohorních a třetihorních vápenců. Na severu leží pohoří Gargano se zaoblenými vrcholy převyšující mírně 1 000 m. Směrem na jihovýchod se rozkládá vápencová plošina Murge s maximální nadmořskou výškou do 700 m. Tato plošina je nejrozsáhlejším krasovým územím v Itálii. Nachází se zde jeskyně, podzemní toky, soutěsky, škrapová pole a závrty.

## Hlavní vrcholy

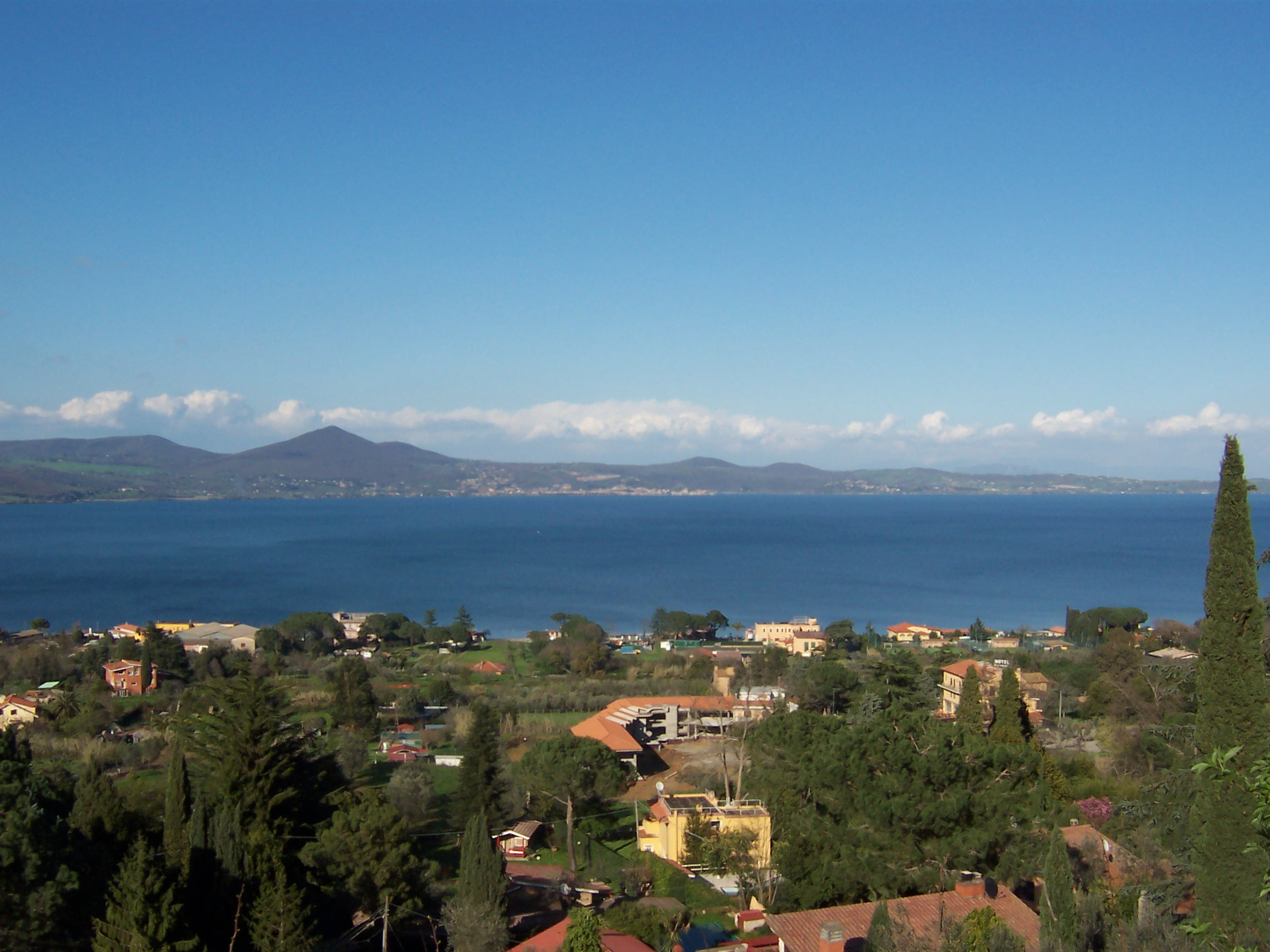
Jezero Bracciano

- Monte Amiata (1 738 m)
- Vesuv (1 281 m)
- Monte Cetona (1 148 m)
- Monte Calvo (1 056 m)
- Monte Cimino (1 053 m)

## Jezera
- Bolsenské jezero
- Lago di Bracciano
- Lago di Martignano
- Lago di Vico
- Lago Albano
- Lago di Nemi